# Organització territorial de Guatemala
L'organització territorial de Guatemala es compon de 8 regions, 22 departaments i 334 municipis.

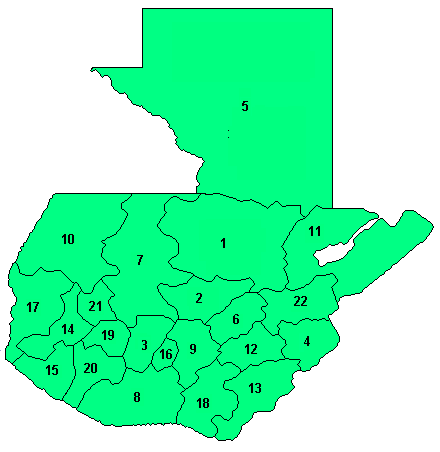
Departaments de Guatemala

Municipis de Guatemala

## Regions
Guatemala agrupa als 22 departaments en 8 regions.
Regió I o Metropolitana
- Guatemala

Regió II o Norte
- Alta Verapaz
- Baja Verapaz

Regió III o Nororiental
- Chiquimula
- El Progreso
- Izabal
- Zacapa

Regió IV o Suroriental
- Jutiapa
- Jalapa
- Santa Rosa

Regió V o Central
- Chimaltenango
- Sacatepéquez
- Escuintla

Regió VI o Suroccidental
- Quetzaltenango
- Retalhuleu
- San Marcos
- Suchitepéquez
- Sololá
- Totonicapán

Regió VII o Noroccidental
- Huehuetenango
- El Quiché

Regió VIII o Petén
- El Petén

## Departaments
Les dades dels 22 departaments de Guatemala són
|     | Departament    | Capital               | Superfície |
| --- | -------------- | --------------------- | ---------- |
| 1.  | Alta Verapaz   | Cobán                 | 8,686 km²  |
| 2.  | Baja Verapaz   | Salamá                | 3,124 km²  |
| 3.  | Chimaltenango  | Chimaltenango         | 1,979 km²  |
| 4.  | Chiquimula     | Chiquimula            | 2,376 km²  |
| 5.  | El Petén       | Flores                | 35 854 km² |
| 6.  | El Progreso    | Guastatoya            | 1 922 km²  |
| 7.  | El Quiché      | Santa Cruz del Quiché | 8 378 km²  |
| 8.  | Escuintla      | Escuintla             | 4 384 km²  |
| 9.  | Guatemala      | Ciutat de Guatemala   | 2 126 km²  |
| 10. | Huehuetenango  | Huehuetenango         | 7 400 km²  |
| 11. | Izabal         | Puerto Barrios        | 9 038 km²  |
| 12. | Jalapa         | Jalapa                | 2,063 km²  |
| 13. | Jutiapa        | Jutiapa               | 3 216 km²  |
| 14. | Quetzaltenango | Quetzaltenango        | 1 953 km²  |
| 15. | Retalhuleu     | Retalhuleu            | 1 856 km²  |
| 16. | Sacatepéquez   | La Antigua Guatemala  | 465 km²    |
| 17. | San Marcos     | San Marcos            | 3 791 km²  |
| 18. | Santa Rosa     | Cuilapa               | 2 955 km²  |
| 19. | Sololá         | Sololá                | 1 061 km²  |
| 20. | Suchitepéquez  | Mazatenango           | 2 510 km²  |
| 21. | Totonicapán    | Totonicapán           | 1 061 km²  |
| 22. | Zacapa         | Zacapa                | 2 690 km²  |

### Centres poblats
Compta amb 29,525 comunitats rurals aproximadament, de les quals el 54% actualment es proveeixen amb algun sistema d'aigua per a consum humà.
La categoria dels centres poblats del país ho determina l'Institut Nacional d'Estadística (INE), amb base en l'Acord Governatiu de data 7 d'abril de 1938, en el qual s'estableixen els requisits que un centre poblat ha de reunir per assignar-li categoria.
La categoria de paratge se li dona als centres poblats que, per l'augment demogràfic de determinades famílies, s'han assentat en llocs que abans eren terrens pertanyents a un sol amo i que ara són habitats pels seus descendents. Regularment s'integren amb una mitjana de vint cases, compten amb un ajudant com a Alcalde Comunitari, amb una escola del Programa Población Desarraigada (PRONADE). Prenen el nom del cognom predominant: Los Ramos, Los Pérez, Los Díaz; o el d'algun accident geogràfic, com Torjá, Cumbrita, etc.